# Filovia Pescara-Castellammare Adriatico
La filovia Pescara-Castellammare Adriatico fu una linea filoviaria che collegò per breve tempo nei primi anni del XX secolo le due cittadine della costa abruzzese.

## Storia
Nel 1903, all’epoca della costruzione di quella che fu la prima linea filoviaria realizzata in Italia dopo le due linee sperimentali di Roma e Torino, le due cittadine che in seguito verranno riunite nel comune di Pescara si trovavano una in provincia di Teramo e l’altra in quella di Chieti, nonostante la breve distanza di poco più di un chilometro che separava le stazioni ferroviarie dei due centri, e furono proprio le due stazioni ferroviarie a fungere da capolinea della linea filoviaria pescarese. Il percorso della linea attraversava l'interno dei due centri abitati, diversamente dalla ferrovia che lambiva i confini dei due centri separati dal fiume Pescara.
La concessione per la costruzione e l’esercizio fu richiesta ed ottenuta dall’ing. Frigerio di Milano che mise in servizio tre vetture equipaggiate col brevetto Cantono e costruite dalla “Ditta Camona-Giussani-Turrinelli & C”, specializzata nella costruzione di veicoli elettrici a batterie. I tre filobus in dotazione erano dotati ciascuno di due motori azionanti le ruote posteriori e la regolazione della velocità avveniva con un normale controller di tipo tramviario che, oltre all’esclusione delle resistenze del reostato, consentiva il collegamento serie-parallelo dei motori. Uno di essi era un “trolleybus a giardiniera” che però non presentava i motori sull’asse posteriore, ma su quello anteriore. Tutti e tre i veicoli erano dotati di un’asta unica con carrello a quattro rotelline che captavano la corrente da un bifilare posto a m 5.50 da terra e con distanza tra i due fili di rame elettrolitico di mm 35.
Nonostante più fonti indichino come data di chiusura della linea il 1904, esistono prove certe che la linea, dopo un lungo periodo di interruzione del servizio a seguito di inconvenienti vari (es. frequenti scarrucolamenti del trolley), era ancora in esercizio nel 1906, che è da considerarsi peraltro il probabile anno di chiusura definitiva della filovia, in seguito sostituita da un più economico sistema di tram a trazione animale.